# دیزه‌راسو
دیزه‌راسو (نام علمی: Galictis) نام یک سرده از زیرخانواده راسوئیان است.